# Sereczyn
Sereczyn (również Czaryczyn, Czereczyn, Czyryczyn, Czyryczyn PGR, PGR Sereczyn, Syreczyn) – dawna część miasta Pabianice w województwie łódzkim, w powiecie pabianickim, do 1987 samodzielna miejscowość.
Znajduje się tuż za pabianickim lasem miejskim. Ma ekstremalnie peryferyjne położenie względem centrum Pabianic; leży na południowo-wschodnich rubieżach miasta, u zbiegu ulic 20 Stycznia i Granicznej; przy samej granicy Pabianic ze wsią Czyżeminek.

## Historia
Dawna osada młyńska. Przed II wojną światową Sereczyn był folwarkiem ze stawami rybnymi i młynem na rzece Dobrzynce. Po wojnie folwark przejęto na własność PGR. Budynek młyna porzucono; został zniszczony w latach 90. XX wieku, a następnie rozebrany. Pozostały po nim jedynie fundamenty i zarys urządzeń hydrologicznych (sztuczna odnoga rzeki ze zbiornikiem wyrównawczym, groblą i przepustem umieszczonym pod drogą). W ruinę popadły również stawy hodowlane, z których spuszczono wodę.
W latach 80. XX wieku jedną z atrakcji turystycznych tego miejsca stanowił – dziś już nieistniejący – zabytkowy gołębnik na stopce, który wzmiankowano w przewodnikach turystycznych po Pabianicach. Obecnie Sereczyn to jedynie skansen stylizowany na osadę rybacką, leżący w granicach administracyjnych miasta Pabianic.
W latach 2004–2005 Sereczyn został zrewitalizowany przez prywatnego właściciela. Przywrócono działanie stawów rybnych, naprawiono część przepustów, a nad rzeką powstała okresowa smażalnia ryb z parkingiem. Młyna jednak nie odbudowano.

## Historia administracyjna
Od 1867 w gminie Widzew w powiecie łaskim. W okresie międzywojennym należały do w woj. łódzkim. W 1921 roku liczba mieszkańców Czereczyna wynosiła 23. 2 października 1933 utworzono gromadę Nowa Wola Zaradzyńska w granicach gminy Widzew, składającą się ze wsi Nowa Wola Zaradzyńska, wsi Góry Wolskie i młyna Syreczyn. Podczas II wojny światowej włączona do III Rzeszy.
Po wojnie Sereczyn powrócił do powiatu łaskiego w woj. łódzkim, nadal jako składowa gromady Nowa Wola Zaradzyńska, jednej z 9 takich gminy Widzew. 21 września 1953 gminę Widzew przemianowano na Ksawerów. W związku z reorganizacją administracji wiejskiej jesienią 1954, wszedł w skład nowej gromady Ksawerów. 1 stycznia 1959 gromadę Ksawerów włączono do powiatu łódzkiego w tymże województwie. W 1971 roku ludność Sereczyna (odnotowanego jako Czyryczyn PGR) wynosiła 44.
Od 1 stycznia 1973 w reaktywowanej gminie Ksawerów, tym razem w powiecie łódzkim (sołectwo Nowa Wola Zaradzyńska).  2 lipca 1976 gminę Ksawerów zniesiono, a Sereczyn włączono do gminy Pabianice. W latach 1975–1987 miejscowość należała administracyjnie do województwa łódzkiego.
1 stycznia 1988 PGR Sereczyn (53,96 ha) włączono do Pabianic. Nazwa Sereczyn została zniesiona z 1 stycznia 2007.